# Substância fundamental
A substância fundamental (Substantia fundamentalis), também conhecida como substância fundamental amorfa (SFA), é um dos componentes da matriz extracelular, existindo em conjunção com diferentes tipos de proteínas fibrosas para a formar. É um termo para designar os componentes não-celulares da matriz, contendo as fibras.
Não é normalmente visível em lâminas para visualização microscópica, visto ser removida durante o processo preparatório.
A substância fundamental tradicionalmente não inclui o colagénio, mas inclui todos os outros componentes proteináceos, incluindo os proteoglicanos, proteínas da matriz e de maneira mais prevalente, a água. Os componentes não-colagénicos da matriz variam de acordo com o tecido onde se encontram
Pode ser viscosa e e hidrofílica, ou seja, é capaz de atrair água. Composta por moléculas carregadas electricamente, nomeadamente proteoglicanos (dão rigidez à matriz, resistindo à compressão e preenchendo espaços) e glicosaminoglicanos (atraem e retêm água e iões com carga positiva e são compostos hidratados que formam um gel) e glicoproteínas como a laminina e fibronectina.
A água presente serve como meio de difusão para os gases e para os metabolitos, dos vasos sanguíneos até às células e vice-versa.
É na substância fundamental que o tecido conjuntivo e as células estão envoltos e se dá o seu desenvolvimento. É o seu ambiente metabólico.
Glicosaminoglicanos
Os glicosaminoglicanos são os elementos básicos da substância fundamental dos tecidos conjuntivos.
Condroitinsulfato
São dos mais comuns mucopolissacárideos existentes no corpo humano e estão maioritariamente ligados ao colagénio, servindo como constituinte da substância fundamental do tecido conjuntivo.

## Celulite
Em estados em que ocorre celulite, a substância fundamental retém mais fluidos e aumenta a sua viscosidade. O resultado é uma menor capacidade de trocas capilares que por sua vez interfere na mobilização do excesso de tecido adiposo.

## Lesão alérgica
Algumas reacções alérgicas parecem ter lugar e envolver a substância fundamental. É sugerido que haja uma ligação física entre estas substâncias e os anticorpos.

## Terminologia
O significado do termo substância fundamental evoluiu durante o tempo.

## Locais de ocorrência
Alguns locais de ocorrência:
- Humor vítreo (olho)
- Cartilagem
- geleia de Wharton - cordão umbilical